# Alectinib
L'alectinib est un médicament inhibiteur de l'ALK utilisé dans le traitement du cancer bronchique non à petites cellules.

## Pharmacologie
Contrairement au crizotinib, il pénètre dans le système nerveux central.

## Efficacité
Il est actif dans les formes de cancers bronchiques non à petites cellules  résistantes au crizotinib. Il s'avère également plus efficace et mieux toléré, donnée en première intention dans ces cancers ALK positifs, par rapport au crizotinib.